# Lureuil
Lureuil – miejscowość i gmina we Francji, w Regionie Centralnym, w departamencie Indre.
Według danych na rok 1990 gminę zamieszkiwało 281 osób, a gęstość zaludnienia wynosiła 13 osób/km² (wśród 1842 gmin Regionu Centralnego Lureuil plasuje się na 860. miejscu pod względem liczby ludności, natomiast pod względem powierzchni na miejscu 604.).